# Mistrovství světa ve veslování 1979

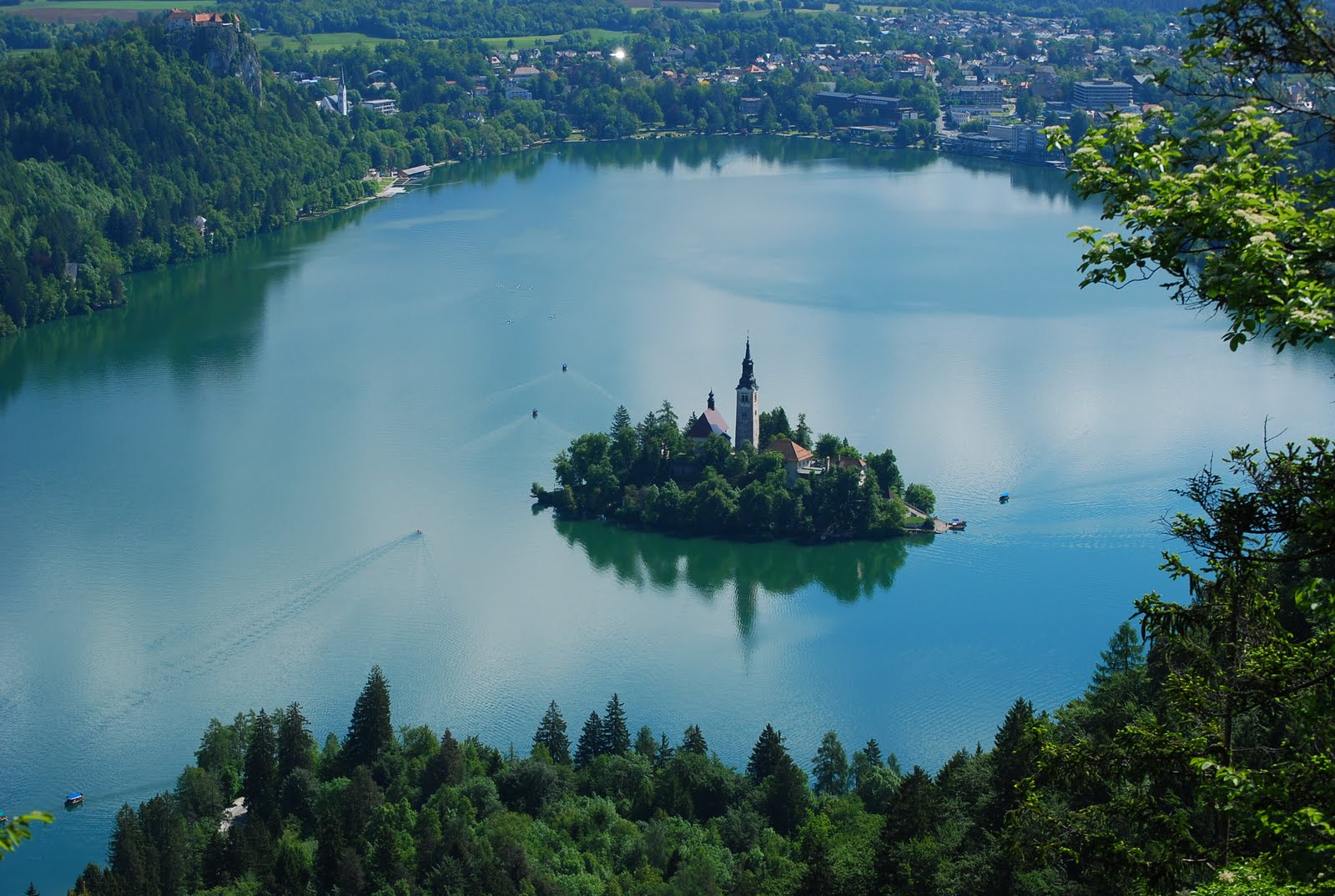
Bledské jezero, dějiště šampionátu – vlevo nahoře je loděnice

Mistrovství světa ve veslování 1979 se konalo na Bledském jezeře ve slovinském Bledu. Finálové jízdy se jely dne 9. září 1979.
Každoroční veslařská regata trvající jeden týden je organizována Mezinárodní veslařskou federací (International Rowing Federation; FISA) obvykle na konci léta severní polokoule. V neolympijských letech představuje mistrovství světa vyvrcholení mezinárodního veslařského kalendáře a v roce, jenž předchází olympijským hrám, představuje jejich hlavní kvalifikační událost. V olympijských letech pak program mistrovství zahrnuje pouze neolympijské disciplíny.
Muži závodili na trati o délce 2000 m, ženy na trati o délce 1000 m.

## Medailové pořadí
| Pořadí | Země                             | Zlato | Stříbro | Bronz | Celkem |
| ------ | -------------------------------- | ----- | ------- | ----- | ------ |
| 1      | Východní Německo                 | 9     | 3       | 2     | 14     |
| 2      | Sovětský svaz                    | 2     | 2       | 1     | 5      |
| 3      | Norsko                           | 2     | 0       | 0     | 2      |
| 4      | Rumunská socialistická republika | 1     | 1       | 3     | 5      |
| 5      | USA                              | 1     | 1       | 2     | 4      |
| 6      | Spojené království               | 1     | 0       | 1     | 2      |
| 7      | Španělské království             | 1     | 0       | 0     | 1      |
| 7      | Finsko                           | 1     | 0       | 0     | 1      |
| 9      | Československo                   | 0     | 3       | 0     | 3      |
| 10     | Nizozemsko                       | 0     | 2       | 2     | 4      |
| 11     | Západní Německo                  | 0     | 2       | 1     | 3      |
| 12     | Bulharská lidová republika       | 0     | 2       | 0     | 2      |
| 13     | Kanada                           | 0     | 1       | 0     | 1      |
| 13     | Nový Zéland                      | 0     | 1       | 0     | 1      |
| 15     | Švýcarsko                        | 0     | 0       | 2     | 2      |
| 16     | Rakousko                         | 0     | 0       | 1     | 1      |
| 16     | Francie                          | 0     | 0       | 1     | 1      |
| 16     | Itálie                           | 0     | 0       | 1     | 1      |
| 16     | Polsko                           | 0     | 0       | 1     | 1      |
| Celkem | Celkem                           | 18    | 18      | 18    | 54     |

## Přehled medailí

### Mužské disciplíny
| Disciplína                      | Zlato | Čas     | Stříbro | Čas     | Bronz | Čas     |
| Skif M1x                        | Finsko Pertti Karppinen | 6:58,27 | Západní Německo Peter-Michael Kolbe | 7:04,60 | Východní Německo Rüdiger Reiche | 7:06,55 |
| Dvojskif M2x                    | Norsko Frank Hansen Alf Hansen | 6:26,98 | Československo Zdeněk Pecka Václav Vochoska | 6:30,46 | Východní Německo Uwe Heppner Martin Winter | 6:32,01 |
| Párová čtyřka M4x               | Východní Německo Peter Kersten Klaus Kröppelien Karl-Heinz Bussert Joachim Dreifke | 5:50,70 | Západní Německo Albert Hedderich Raimund Hörmann Dieter Wiedenmann Michael Dürsch                                                               | 5:54,16 | Francie Christian Marquis Jean-Raymond Peltier Charles Imbert Roland Weill                                                                                        | 5:57,80 |
| Dvojka bez kormidelníka M2-     | Východní Německo Jörg Landvoigt Bernd Landvoigt | 6:42,63 | Sovětský svaz Jurij Pimenov Nikolaj Pimenov | 6:45,76 | Švýcarsko Hans-Konrad Trümpler Stefan Netzle | 6:48,67 |
| Dvojka s kormidelníkem M2+      | Východní Německo Gert Uebeler Hermann Pfeifer Georg Spohr (k) | 7:06,35 | Československo Milan Škopek Josef Plamínek Oldřich Hejdušek (k)                                                                                 | 7:06,95 | USA Mark Borchelt Fred Borchelt Christopher Wells (k) | 7:09,90 |
| Čtyřka bez kormidelníka M4-     | Východní Německo Wolfgang Mager Stefan Semmler Andreas Decker Siegfried Brietzke | 6:00,64 | Československo Lubomír Zapletal Josef Neštický Jiří Prudil Vojtěch Caska                                                                        | 6:05,30 | Spojené království John Beattie Ian McNuff David Townsend Martin Cross                                                                                            | 6:06,65 |
| Čtyřka s kormidelníkem M4+      | Východní Německo Bernd Schlufter Walter Dießner Jens Doberschütz Ullrich Dießner Werner Lutz (k) | 6:27,24 | Sovětský svaz Artūrs Garonskis Dzintars Krišjānis Dimants Krišjānis Žoržs Tikmers Juris Bērziņš (k)                                             | 6:29,23 | Západní Německo Andreas Görlich Frank Schütze Wolfram Thiem Wolf-Dieter Oschlies Manfred Klein (k)                                                                | 6:31,32 |
| Osma M8+                        | Východní Německo Dietmar Schiller Jörg Friedrich Werner Wenzel Friedrich-Wilhelm Ulrich Bernd Höing Ulrich Karnatz Bernd Krauß Ortwin Rodewald Klaus-Dieter Ludwig (k)                                                                                      | 5:36,41 | Nový Zéland Grant McAuley Anthony Brook Timothy Logan Gregory Johnston Conrad Robertson Peter Jansen Mark James Robert Robinson Alan Cotter (k) | 5:39,92 | Sovětský svaz Viktor Kakošin Igor Majstrenko Alexandr Mancevič Vitalij Moroz Andrej Rudicin Alexandr Tkačenko Andrej Tiščenko Andrej Lugin Grigorij Dmitrenko (k) | 5:40,69 |
| Skif LV LM1x                    | USA William Belden | 7:19,96 | Kanada Brian Thorne | 7:21,78 | Rakousko Raimund Haberl | 7:25,02 |
| Dvojskif LV LM2x                | Norsko Arne Gilje Pal Boernick | 6:38,08 | Nizozemsko Harald Punt Roel Michels | 6:44,15 | Itálie Mauro Torta Romano Uberti | 6:45,90 |
| Čtyřka bez kormidelníka LV LM4- | Spojené království Ian Wilson Stuart Wilson Colin Barratt Nicholas Howe | 6:23,46 | Nizozemsko Peter van Berkel Willem Appeldoorn Richard Helsloot Paul Paulsen                                                                     | 6:23,99 | Švýcarsko Reto Wyss Thomas von Weissenfluh Pierre Zentner Pierre Kovacs                                                                                           | 6:25,12 |
| Osma LV LM8+                    | Španělské království Francisco Goicoechea García Luis Arteaga Leon Jaime Uriarte García José Antonio Expósito Sánchez Antonio Elizalde Aldabaldetrecu Dionisio Redondo González Javier Puertas Cabezudo Fernando Climent Huerta Pedro Olasagasti Arruti (k) | 5:53,10 | USA Stephen Schmitt Scott Strong Thomas Phillips Jeff Kroesen Craig Drake John Fletcher Bryan Lewis William Bater Robert Brody (k)              | 5:53,28 | Nizozemsko Mark Emke Henk van der Kwast Hans Pieterman Hans Lycklama Hans Povel Bert van Baal Rob Uilenbroek Ron Velthuis Gelle Klein Ikkink (k)                  | 5:55,06 |

### Ženské disciplíny
| Disciplína                        | Zlato | Čas     | Stříbro | Čas     | Bronz | Čas     |
| Skif W1x                          | Rumunská socialistická republika Sanda Tomaová | 3:35,44 | Východní Německo Martina Schröterová | 3:38,67 | Nizozemsko Hette Borriasová | 3:39,61 |
| Dvojskif W2x                      | Východní Německo Cornelia Linseová Heidi Westphalová | 3:15,95 | Bulharská lidová republika Světla Ocetovová Zdravka Jordanovová | 3:16,31 | Rumunská socialistická republika Valeria Răcilă Olga Homeghi                                                                                                  | 3:17,68 |
| Párová čtyřka s kormidelnicí W4x+ | Východní Německo Sybille Tietzeová Christine Röpkeová Jutta Lauová Roswietha Reichelová Liane Buhrová (k)                                                                           | 3:06,75 | Bulharská lidová republika Anka Bakovová Dolores Nakovová Rumeljana Bončevová Mariana Serbesovová Ani Filipovová (k)                                                      | 3:07,04 | Rumunská socialistická republika Maria Micșa Aneta Mihaly Sofia Corbanová Veronica Juganaru Elena Giurcă (k)                                                  | 3:08,06 |
| Dvojka bez kormidelnice W2-       | Východní Německo Ute Steindorfová Cornelia Klierová-Bügelová | 3:27,74 | Rumunská socialistická republika Florica Silaghi Elena Horvatová | 3:30,44 | Polsko Małgorzata Dłużewská Czesława Kościańská | 3:32,30 |
| Čtyřka s kormidelnicí W4+         | Sovětský svaz Valentina Semjonovová Světlana Semjonovová Galina Stěpanovová Marija Fadějevová Nina Čeremisinová (k)                                                                 | 3:17,03 | Východní Německo Marita Sandigová Ute Skorupskiová Angelika Noacková Kersten Neisserová Kirsten Wenzelová (k)                                                             | 3:18,25 | Rumunská socialistická republika Georgeta Militaru-Mașca Florica Silaghi Maria Fricioiu Elena Avramová Aneta Matei (k)                                        | 3:19,98 |
| Osma W8+                          | Sovětský svaz Nina Preobraženská Taťána Bunjaková Naděžda Dergačenková Valentina Jermakovová Maria Pazjunová Jelena Těrjošinová Nina Umanecová Olga Pivovarovová Nina Frolovová (k) | 2:58,09 | Východní Německo Martina Boeslerová Silvia Fröhlichová Petra Köhlerová Jutta Raecková Renate Neuová Ilona Richterová Ramona Kapheimová Karin Metzeová Marina Wilkeová (k) | 2:59,36 | USA Carol Brownová Carol Bowerová Susan Tuttle Jeanne Flanaganová Patricia Brinková Patricia Spratlinová Janet Harville Mary O’Connorová Hollis Hattonová (k) | 2:59,91 |